# 芬蘭廣播公司古典電台
芬蘭廣播公司古典電台（芬蘭語：Yle Klassinen）是芬蘭廣播公司一條於1999年開播的數碼電台頻道，主要播放各地交響樂、協奏曲和聲樂等不同類型的古典音樂，以及同系芬蘭廣播交響樂團演奏的各項音樂節目。這條頻道可以透過公司官方網站與應用程式、數碼電視接收器、數位視訊轉換盒以及數碼電台接收器收聽，但是不能透過傳統普通模擬制式收音機接收訊號。